# Coktel Vision
La Coktel Vision o Coktel Studio è stata una software house sviluppatrice di videogiochi francese e anche una filiale della Mindscape. L'azienda ha sviluppato perlopiù videogiochi di avventura e d'azione fin dalla metà degli anni '80. Coktel Vision ha sviluppato anche giochi educativi, la maggior parte di loro con protagonista Adibù (Adibou).

## Storia
Dopo molti giochi pubblicati indipendentemente, nel 1993 la Cocktel Vision entrò a far parte di Sierra Entertainment pubblicando i propri videogiochi al di fuori dell'Europa. Cocktel controllava anche l'editore Tomahawk in Europa. Dopo aver pubblicato molti videogiochi come la serie di Gobliiins ci fu la chiusura nel 2005 poiché assorbita dalla Vivendi.

## Videogiochi
Elenco approssimativo dei videogiochi sviluppati e/o pubblicati (spesso entrambe le cose).
- 20,000 Leagues Under the Sea (1988)
- 3-D Ultra Pinball: Creep Night (1996, solo localizzazione)
- Adibù e il segreto di Paziral (2003)
- Adibou présente la magie (2000)
- African Raiders-01 (1988)
- A.G.E. (1991)
- A.J.'s World of Discovery (1991)
- Asterix and the Magic Carpet (1987)
- Astérix et la potion magique (1986)
- Asterix: Operation Getafix (1989)
- Bargon Attack (1992)
- Caesar II (1995, solo localizzazione)
- Cougar Force (1990)
- Croustibat (1995)
- Emmanuelle: A Game of Eroticism (1989)
- E.S.S. (1989)
- E.S.S Mega (1991)
- Fascination (1991)
- Freedom: Rebels in the Darkness (1988)
- Fun School 4: for 7 to 11 year olds (1992)
- Fun School 4: for the under 5s (1992)
- Galactic Empire (1990)
- Geisha (1990)
- Gobliiins (1991)
- Gobliins 2: The Prince Buffoon (1992)
- Goblins Quest 3 (1993)
- Inca (1992)
- Inca II: Nations of Immortality (1993)
- Indian Mission (1988)
- Kings of Adventure 1 (1993, raccolta)
- The Last Dynasty (1995)
- Legend of Djel (1989)
- Lost in Time (1993)
- Lucky Luke: Nitroglycérine (1987)
- Méwilo (1987)
- Moop and Dreadly in the Treasure on Bing Bong Island (2002)
- No Exit (1990)
- Oliver & Company (1989)
- Once Upon A Time: Abracadabra (1991)
- Once Upon a Time: Baba Yaga (1991)
- Once Upon A Time: Little Red Riding Hood (1991)
- Paris Dakar 1990 (1990)
- Peter Pan (1988)
- The Prophecy (1992)
- Robinson Crusoe (1987)
- Skidoo (1989)
- Space Quest 6: The Spinal Frontier (1995)
- Urban Runner (1996)
- Woodruff and the Schnibble of Azimuth (1995)
- Playtoons 1: Uncle Urchibald (1995)
- Playtoons 2: The Case of the Counterfeit Collaborator (1995)
- Playtoons 3: The Secret of the Castle (1995)
- Playtoons 4: The Mandarin Prince (1995)
- Playtoons 5: The Stone of Wakan (1995)
- Ween: The Prophecy (1992)